# Siegerswoude
Siegerswoude est un village situé dans la commune néerlandaise d'Opsterland, dans la province de la Frise. Son nom en frison est Sigerswâld. Le 1er janvier 2008, le village comptait 882 habitants.